# トマス・ハーバート (1739年没)
トマス・ハーバート閣下（英語: Hon. Thomas Herbert、1695年頃 – 1739年12月25日）は、グレートブリテン王国の政治家。1726年から1739年まで庶民院議員を務めた。

## 生涯
第8代ペンブルック伯爵トマス・ハーバートとマーガレット・ソーヤー（Margaret Sawyer、1706年11月17日没、法務長官ロバート・ソーヤーの娘）の四男として、1695年頃に生まれた。
1719年に中尉および大尉（lieutenant and captain）として近衛歩兵第一連隊に入隊、1730年に大尉および中佐（captain and lieutenant colonel）に昇進した。
1726年2月、第3代準男爵サー・ウィリアム・モーリスの支持を受けてニューポート選挙区の補欠選挙に出馬、無投票で当選した。以降1727年イギリス総選挙と1734年イギリス総選挙でも無投票で再選、議会では概ね政府を支持した。
1739年12月25日に死去した。